# BunsenLabs
BunsenLabs Linux es una distribución Linux derivada de Debian GNU/Linux 11 Bullseye . Ofrece un escritorio Openbox liviano y fácilmente personalizable. Es considerada la continuación y sucesora de CrunchBang Linux, creada por los miembros de la comunidad de los foros de esta última.
Esta distribución ofrece balance entre velocidad y funcionalidad, así como un gestor de ventanas Openbox en lugar de un entorno de escritorio. Además, incorpora por defecto una interfaz minimalista y moderna con alto grado de personalización, utilizando a Tint2 y Conky.

## Historial de lanzamientos
| Versión | Nombre en clave    | Lanzamiento             |
| ------- | ------------------ | ----------------------- |
|         | 20160710 Hydrogen  | 10 de julio de 2016     |
|         | 20170429 Deuterium | 29 de abril de 2017     |
|         | Helium-5           | 9 de julio de 2019      |
|         | Lithium-1          | 2 de agosto de 2020     |
| 10.5    | Lithium-2.1        | 31 de enero de 2021     |
|         | Beryllium-1        | 19 de diciembre de 2022 |
| Actual  | Boron              | 24 de enero de 2024     |